# アンドリュース・ハッター
アンドリュース・ハッター（Andrews Hatter、1975年4月22日 - ）は、日本とアメリカ合衆国におけるラジオDJおよびラジオ番組制作者。アメリカ合衆国ニューヨーク州ニューヨーク市出身。所属・Laugh Cycle Entertainment LLC（上級執行役員）。

## ラジオDJ
2000年4月から2007年9月まで、エフエム滋賀において洋楽専門番組『The Music File』のホスト(DJ)を担当。R&BやHIP-HOP分野に明るく、コメントも一般的なDJと異なり「良い」「悪い」を明確に打ち出していた。同番組の月間パワープレイ・アルバムにおいては滋賀県内のみ局地的なヒットが数多くあり、20代・30代の自活女性リスナーの聴取率調査でも、局内自社制作番組内1位、全体においても2位と、洋楽番組としては異例の番組に成長させた。

## 番組制作
2000年前後から、関西を中心に多くの人気番組を制作している模様。専門分野の洋楽では、最新の音源を中心に前衛的な選曲を行っている。
前出の『The Music File』では、DJ業務に加え、ディレクター、エンジニアとしても活躍していたとされる。地方局の番組にしては豪華なスターが数多くゲスト出演（来日経験のないR・ケリーや、ブラック系統ではマライア・キャリー、ジェイ・Z、Joe、ニーヨ、ベイビーフェイスなど、POPS系統ではバックストリート・ボーイズ、イン・シンク、ブリトニー・スピアーズら、ROCK系統ではMR. BIG、マイ・ケミカル・ロマンスなど）していたことや、新人アーティストのデモ音源の放送やJoe、エイメリーなどの先行オンエアの実施をみても、米国内に強い基盤があったと想像される。

## その他の活動
ラジオ局などのジングルやヴォイス・ステッカー、スウィーパーなどに声を提供している。ニューヨークでもこうした活動を行っている。